# Pteropus pohlei
Pteropus pohlei is een vleermuis uit het geslacht Pteropus die voorkomt op de eilanden Biak, Supiori, Japen, Numfor en Rani in de Geelvinkbaai bij Nieuw-Guinea (Indonesië). Er bestaat minstens één nauw verwante onbeschreven soort. Waarschijnlijk worden de jongen in december of januari geboren.
P. pohlei is een middelgrote vleerhondmet een lichtbruine vacht. Op de rug zitten verspreide zilveren haren, en op de buik zit vaak een grote zwarte vlek. De schouders, de nek en de keel zijn geel tot oranje. De ogen zijn zeer groot. De kop-romplengte bedraagt 176 tot 210 mm, de voorarmlengte 127,2 tot 136,8 mm, de tibialengte 56,3 tot 62,3 mm, de oorlengte 25,2 tot 26,2 mm en het gewicht 315 tot 360 g.